# Dora Ibarburu
Dora María Ibarburu Irazusta (Salto, 27 de abril de 1918-Montevideo,  19 de noviembre de 1992), fue una enfermera y profesora uruguaya. 

## Biografía
Sus padres fueron Simona Irazusta y Joaquín María Ibarburu. 
Entre los años 1931 y 35 cursó sus estudios en la Sección femenina, donde realizó sus estudios de preparatoria de medicina entre los años 1936 y 38, y cursos de anatomía y fisiología en Facultad de Medicina.
El 4 de marzo de 1940 ingresa a la Escuela de enfermeras Dr. Carlos Nery. Completa el curso de prueba de tres meses, y es incorporada a la planilla de sueldos el 14 de junio de 1940. Abanderada de la Escuela por sus altas calificaciones el 5 de diciembre de 1942 se gradúa como enfermera.
Entre los años 1944 y 1950, recibe una beca de la Fundación Rockefeller para realizar cursos de Salud Pública, educación y administración de escuelas y psiquiatría, en la ciudad de Toronto, Canadá; estudios del funcionamiento de las escuelas de enfermería de Chile. En 1949 participa del Congreso Regional de Enfermería en Lima, como delegada del Servicio Cooperativo Interamericano de Salud Pública.
El 2 de mayo de 1950, se funda la Escuela Universitaria de Enfermería, siendo Dora Ibarburu directora y fundadora de la misma. La EUE coexiste con la Escuela de enfermeras Dr. Carlos Nery, fundada en el año 1912, hasta la dictadura en que ambas escuelas son obligadas a fusionarse, eliminando sus directorios y el plan de estudios. 
La EUE apuesta por dotar a sus alumnos de aspectos específicos de la enfermería a la vez que se les proporcionan técnicas pedagógicas para impartirlos. Sobre la base de esto se implantan cursos probásicos logrando en 1956 la asistencia del 80% de las enfermeras. 
Entre junio de 1955 y junio de 1956 continúa formándose con otra beca de la Fundación Rockefeller, participando en la misma y tomando cursos de administración de escuelas, psicología del aprendizaje, y filosofía de la educación, en universidades de EE.UU.
A su regreso de EE.UU, la EUE había sido trasladada al Hospital de Clínicas, y allí asume por concurso el cargo de Jefa del Departamento de Enfermería, por dos períodos consecutivos, haciendo énfasis en la organización y estructura del servicio a fin de mejorar el uso de recursos humanos y materiales. 
Entre el año 1971 y 1980, deja Uruguay para incorporarse como consultora de la Oficina Panamericana de la Salud en Argentina y Perú, y como consultora de enfermería en Ecuador. 

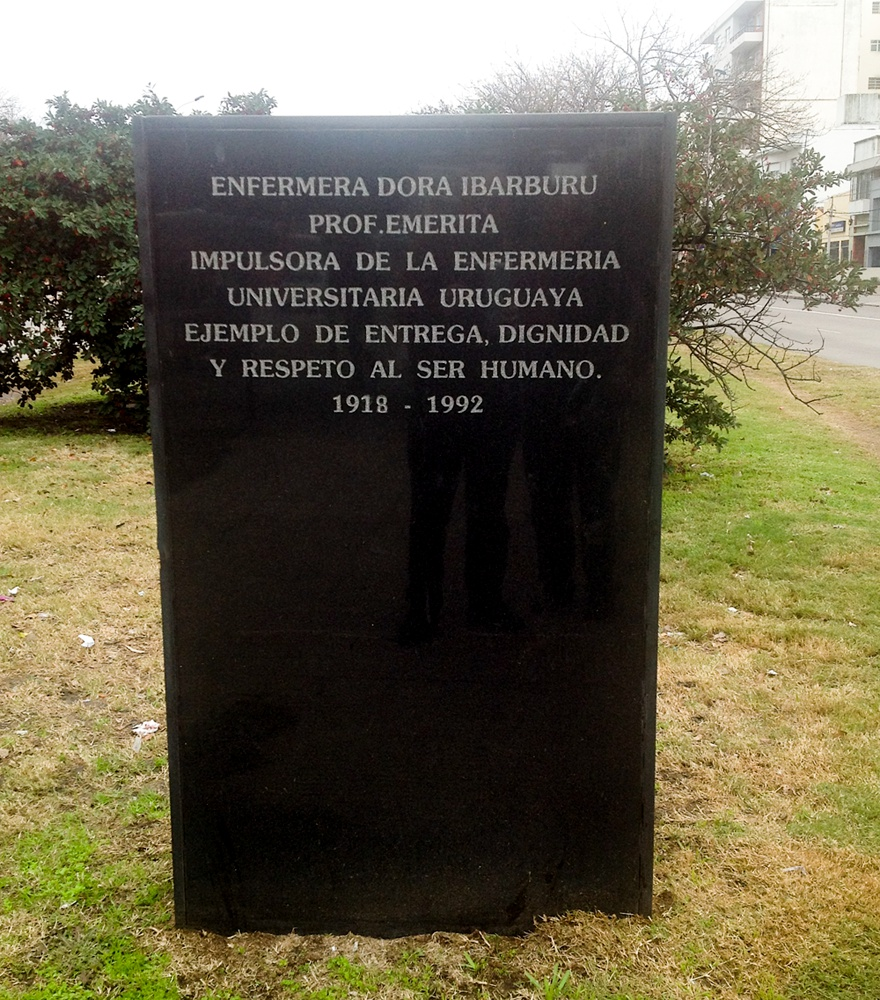
Monumento de homenaje a la enfermera Dora Ibarburu profesora emérita de la Facultad de Medicina, Montevideo, Uruguay.

En 1985 se reincorpora como Directora del Departamento de Enfermería del Hospital de Clínicas de manera efectiva, a la vez que asume funciones como Directora Asistente del Hospital con dedicación total obligatoria. Poco tiempo después, el Consejo del Hospital y la Comisión Directiva le piden, por su meritorio desarrollo, que asuma la titularidad del cargo.
En el año 1987, cesa su cargo por límite de edad, pero continua trabajando en programas de educación continúa y educación para la salud de forma honoraria. A pesar de no ser médico, es en este mismo año que el Consejo de la Facultad de Medicina y la Escuela Universitaria de Enfermería, deciden otorgarle el título de Profesora Emérita. 
Fallece el 19 de noviembre de 1992, a los 74 años.
Dados los importantes aportes que realizó a la enfermería uruguaya y a su destacada actuación, en el año 2000 el Consejo del Instituto Nacional de Enfermería, le otorga el título de profesora honoris causa.